# Alfred Grünhagen
William Alfred Grünhagen, auch William Alfred Gruenhagen (* 28. Februar 1842 in Königsberg; † 8. Februar 1912 ebenda) war ein deutscher Mediziner und Physiologe, der als außerordentlicher Professor der medizinischen Physik und Direktor des medizinisch-physikalischen Kabinetts an der Albertus-Universität Königsberg wirkte.

## Leben
Alfred Grünhagen studierte an der Albertus-Universität Königsberg Medizin, wurde 1863 in Königsberg mit seiner Dissertation De novo schemate fluminis nervorum et musculorum galvanici promoviert, habilitierte sich 1868 und wurde 1872 außerordentlicher Professor der medizinischen Physik und Direktor des medizinisch-physikalischen Kabinetts der Universität Königsberg. Im Jahr 1894 wurde er zum Geheimen Medizinalrat ernannt.
Er bearbeitete die 6. und die 7. Auflage des von Rudolph Wagner begründeten und von Otto Funke fortgeführten Lehrbuchs der Physiologie.
Alfred Grünhagen, der das Thermotonometer zur Aufzeichnung der Veränderung der Länge eines Gewebestücks in einem beheizbaren feuchten Luftraum erfand, wurde unter der Präsidentschaft von Hermann Knoblauch am 11. April 1892 in der Fachsektion Physiologie mit der Matrikel-Nr. 2949 als Mitglied in die Kaiserliche Leopoldino-Carolinische Deutsche Akademie der Naturforscher aufgenommen.

## Schriften (Auswahl)
als Autor
- De novo schemate fluminis nervorum et musculorum galvanici. Dissertatio Inauguralis Physiologica, Dalkowski, Königsberg 1863 (Digitalisat)
- Die electromotorischen Wirkungen lebender Gewebe. Vom Standpunkte einer neuen Hypothese über die Ursachen thierischer und pflanzlicher Electricität. Müller, Berlin 1873 (Digitalisat)

als Herausgeber
- Lehrbuch der Physiologie für akademische Vorlesungen und zum Selbstudium. Siebente, neu bearbeitete Auflage, Erster Band, Voss, Hamburg und Leipzig 1885 (Digitalisat)
- Lehrbuch der Physiologie für akademische Vorlesungen und zum Selbstudium. Siebente, neu bearbeitete Auflage, Zweiter Band, Voss, Hamburg und Leipzig 1886 (Digitalisat)
- Lehrbuch der Physiologie für akademische Vorlesungen und zum Selbstudium. Siebente, neu bearbeitete Auflage, Dritter Band, Voss, Hamburg und Leipzig 1887 (Digitalisat)